# Distrito de Oyolo
El distrito de Oyolo (probablemente del aimara ccoyo, cardenal) está ubicado en la provincia de Páucar del Sara Sara en el departamento de Ayacucho, en el Perú.

## Historia
El pueblo de Villa Oyolo, capital del actual distrito, fue fundada como San Juan Bautista de Oyolo en 1740. Posteriormente, durante la República, en el año 1823, tras la reforma administrativa, Oyolo pasa a convertirse en distrito.
Tradicionalmente el pueblo de Oyolo tuvo 3 ayllus, que fueron conservados durante el Virreinato como cacicazgos, y con el tiempo quedaron como tradicionales barrios. Estos son:
- Achumani ("terciopelo"): Todas las personas se vestían en forma muy elegante y eran los más educados.
- Pumatambo (“guarida de los pumas”): Sus pobladores eran netamente agricultores y vivían al pie de los andenes. También les llamaban ayapa-siqui (trasero del andén).
- Oyolo Ayllu: También llamados Llanamate, eran predominantemente indígenas, con muy poco mestizaje.

## Geografía
Se geografía encierra cerros y picos nevados, lagunas y profundos valles altoandinos. De los glaciares del distrito de Oyolo nacen riachuelos que forman lagunas alto andinas y estas se convierten en ríos que bajan a quebradas profundas formando los valles interandinos y de allí el agua baja hacia la costa arequipeña y finalmente desemboca al Océano Pacífico. 

## Hidrografía
Los principales ríos de Oyolo son el río Huagme, el río Huanca o Uchubamba. Como todos los ríos altoandinos cuando el agua desciende en pendiente desde los glaciares hacia el mar, las aguas cortan las rocas en su constante trajinar y se forman los cañones.

## División administrativa
El distrito además de la capital, Oyolo, tiene 6 anexos:

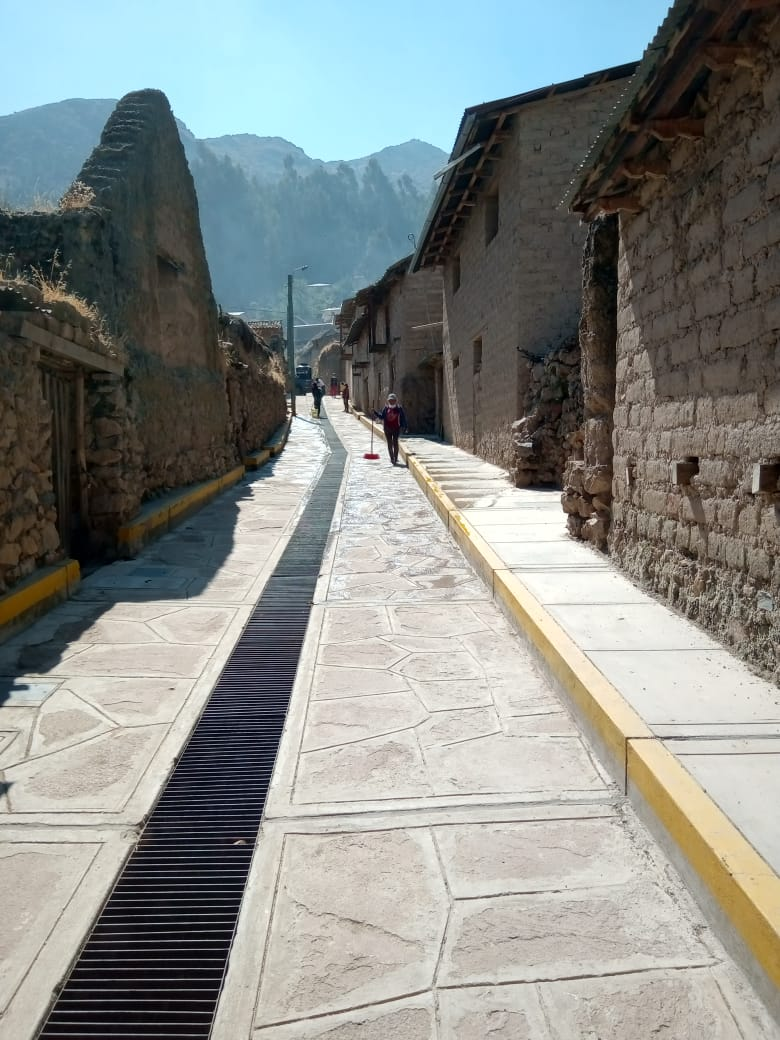
Entrada de Oyolo

- Ccalaccapcha
- Chapi
- Huayunca
- Laccora
- Umasi
- inti-fuisa
- Entrada de OyoloChaupiccocha

## Economía
Es un distrito netamente agrario y ganadero donde se cultiva en tierras de secano que se descuelgan en parcelas de andenes hasta la profunda gargantas de los ríos.  Sus tierras no son de llanura, sino más bien de quebradas profundas con microclimas viables para una excelente agricultura, por tal motivo muchas áreas de cultivo tuvieron que crearse artificialmente y para eso se construyeron los andenes que son trabajos de ingeniería, formando terrazas de piedras de varios pisos para evitar la erosión del agua, estas tierras de cultivo fueron acarreadas de las partes más bajas en trabajos comunales llamados “minka” y “mita” que es la tarea asignada en un día de trabajo, siendo una manera de reunirse para hacer trabajos comunales en beneficio de alguna persona, pueblo o para la fiesta patronal. Los andenes además tienen canales de regadío para traer las aguas de los deshielos y lagunas y desfogar las aguas en las épocas de avenida o de lluvias torrenciales.

## Autoridades

### Municipales
- 2019 - 2022[1]
  - Alcalde: Joe Bill Mamani Barriga, de Musuq Ñan.
  - Regidores:

  1. Verónica Paola Centeno Mamani (Musuq Ñan)
  2. Wilber Chancavilcas Moraya (Musuq Ñan)
  3. Wili Félix Torres Chuquichanca (Musuq Ñan)
  4. Fortunato Elvis Oscata Tintaya (Musuq Ñan)
  5. Demetrio Bernardo Caysure Cruz (Movimiento Independiente Innovación Regional)